# В'южний (Кувандицький міський округ)
В'ю́жний (рос. Вьюжный) — селище у складі Кувандицького міського округу Оренбурзької області, Росія.

## Населення
Населення — 133 особи (2010; 150 у 2002).
Національний склад (станом на 2002 рік):
- башкири — 34 %
- росіяни — 29 %